# Lizihiton
Lizihiton (lat. Lysichiton), biljni rod iz porodice kozlačevki s dvije vrste vodenog bilja sa zapada Sjeverne Amerike i istočne Azije (Rusija, Japan).
Ove vrste su helofiti s debelim hipogealnim rizomom koji rastu po močvarama i vlažnim šumama.

## Vrste
1. Lysichiton americanus Hultén & H.St.John
2. Lysichiton camtschatcensis (L.) Schott

## Sinonimi
- Arctiodracon A.Gray